# Caesalpinia pumila
Caesalpinia pumila là một loài thực vật có hoa trong họ Đậu. Loài này được (Britton & Rose) F.J.Herm. miêu tả khoa học đầu tiên.